# Typographische Gesellschaft München
Die Typographische Gesellschaft München e. V. (tgm) ist die heute europaweit größte und älteste aktive Interessengruppe zur Förderung der Typografie und der Schriftkultur.
Der Verein fördert Qualität und Bildung in der Kommunikationsbranche mit einem breiten Angebot an Fortbildungen von Abend- über Tages- und Wochenendseminare bis hin zum „Jahreskurs Typografie“. Damit einher geht eine jährliche Vortragsreihe, Tagungen wie der Münchner Typotag, Ausstellungen und Wettbewerbe. Darüber hinaus bietet die tgm eine Vielzahl weiterer Aktivitäten an, von Studienreisen und Exkursionen über Betriebs- und Werksbesuche bis zu typographischen Ortsbesichtigungen.

## Organisation
Die Anzahl der Mitglieder beträgt über 1300 (Februar 2018). Die tgm ist damit die größte europäische Organisation für Typografie-Interessierte. Zu den Mitgliedern zählen u. a. Designer, Mediengestalter, Drucker, Studierende.
Die für die Mitglieder der tgm produzierten Jahresgaben wurden mehrmals in „Die 50 schönsten Bücher des Jahres“ aufgenommen.

## Geschichte
(Quelle:)

Der Verein wurde am 14. Mai 1890 im Rokokosaal des Hackerbräuhauses in München vor dem Hintergrund der beginnenden Buchkunstbewegung und angesichts des Übergangs zur Industriegesellschaft und der deutschen Hochindustrialisierung gegründet. Nach Köln (1873), Leipzig (1877), Berlin (1879), Stuttgart (1881) und Brieg (1882) war München der sechste Zusammenschluss dieser Art im damaligen Reichsgebiet.
Man traf sich regelmäßig sonntags vormittags im Restaurant Schützenlust in München. Dort entstand bald auch eine tgm-Bücherei: Neben einzelnen Bücherstiftungen waren alle technischen Fachzeitschriften und einzelne einschlägige Neuerscheinungen vorrätig. Die Bücherei zog 1911 in das Haus der Handwerkskammer um. Außerdem wurden auch gesellschaftliche Ereignisse veranstaltet, u. a. Kegelabende oder technisch-karnevalistische Herrenabende.
Neben den obligatorischen Vorträgen mit Diskussion fanden bereits 1891 die ersten Betriebsbesichtigungen (Farbenfabrik Michael Huber und Papierfabrik Max Bullinger) und die erste Werksbesichtigung (Maschinenfabrik Augsburg) statt. 1892 wurden die ersten zwei Kurse zur Gabelsberger-Stenografie und zum typographischen Zeichnen abgehalten. 1893 sprach der erste Gastdozent (aus Nürnberg, Name unbekannt) über „die Entwicklung des Accidenzmaterials und des Accidenzsatzes“. Der erste Wettbewerb befasste sich 1894 mit der Schaffung einer neuen tgm-Mitgliedskarte. Einen Buchdruckfachabend des Bayerischen Kunstgewerbe-Vereins und eine Ausstellung von Druckarbeiten anlässlich der Generalversammlung des Deutschen Buchdruckerverbands organisierte die tgm im Jahr 1902.
1903 wurde der Verband der Deutschen Typographischen Gesellschaften gegründet, dem die tgm mit weiteren typografischen Vereinigungen beitrat. Kamen die Referenten der Vorträge in den ersten Jahren meist aus den eigenen Reihen – häufig wurden sie sogar vom 1. Vorsitzenden gehalten –, pflegte man nun vermehrt auch den gegenseitigen Austausch von Referenten.
Die Zahl der Mitglieder schwankte in den ersten Jahrzehnten erheblich zwischen 120 (1923) und knapp 700. Das lag zum einen an der Inflation (1923), den Streiks und Aussperrungen im Druckgewerbe (1891/1892), den zwei Weltkriegen, aber auch an der relativ hohen Sterberate der damaligen Zeit im Satz- und Druckgewerbe. Ab 1913 durften nur noch Mitglieder des gewerkschaftlichen Verbandes der Deutschen Buchdrucker aufgenommen werden, 1923 musste die Typographische Gesellschaft München in „Ortsgruppe München im Bildungsverbande Deutscher Buchdrucker“ umbenannt werden. Am 2. Mai 1933 wurde auch diese Vereinigung zerschlagen und ging auf Veranlassung der Nationalsozialisten in die „Deutsche Arbeitsfront, Gauwaltung München-Oberbayern, Fachabteilung Druck und Papier“ über. Den Neuanfang der Typographischen Gesellschaft München gab es ab 1949.
Viele namhafte Persönlichkeiten der Branche waren im Verband organisatorisch und/oder inhaltlich aktiv, u. a. Otto Hupp, Anna Simons, Fritz Helmuth Ehmcke, Paul Renner, Emil Preetorius, Georg Trump, Jan Tschichold, Herbert Post, Josef Käufer, Konrad Driendl, Günter Gerhard Lange, Philipp Luidl, Hans Rudolf Bosshard, Olaf Leu, Eckehart SchumacherGebler, Rolf Müller (Logo), Kurt Weidemann, Rudolf Paulus Gorbach, Boris Kochan.
Im Jahr 2002 unterstützte die tgm die Typographische Gesellschaft Austria (tga) bei ihrer Gründung. Außerdem ist die tgm seit Mai 2015 Gründungsmitglied in der internationalen Arbeitsgemeinschaft Typografie in der Wissensvermittlung und seit April 2016 Gründungsmitglied des Deutschen Designtags, wo sie die von ihr vertretenen Bereiche im Deutschen Kulturrat vertritt.

### Vorsitzende
(Quellen:)
- 1890–1904: Ernst Leven
- 1904–1907: Franz Fleischmann
- 1907–1912: Paul Gunkel
- 1910–1912: Friedrich Sommer
- 1912–1914: Hans Welsch
- 1914–1919: Hans Bauriedl
- 1919–1920: Fritz Bauer
- 1920–1921: Richard Frosch
- 1921–1923: Hanns Karl Scholl
- 1923–1925: Karl Kollar
- 1925–1929: Josef Lehnacker
- 1929–1930: Karl Kollar
- 1930–1933: Ernst Grundermann
- 1949–1955: Hans Lehnacker
- 1955–1958: Josef Bornheim
- 1958–1979: Konrad Driendl
- 1979–1985: Philipp Luidl
- 1985–1992: Arnold Ihlenfeldt
- 1992–1996: Karin Büchner
- 1996–2007: Rudolf Paulus Gorbach
- 2007–2014: Boris Kochan
- 2014–2015: Kilian Stauss
- 2015–2016: Oliver Linke
- 2016–2017: Rafael Bernardo Dietzel
- 2017–2020: Christina Sofie John[15]
- 2020–2024: Petra Wöhrmann
- 2024–2025: Xuyen Dam
- ab 2025: Michael Bundscherer

### Jahresthemen
- 2025: TGM × X × X – Wechsel Wirkung
- 2024: Jumping Creativity
- 2023: rejected
- 2022: the making of – make it work
- 2021: Rock ’n’ Type
- 2020: Typographie in guter Gesellschaft
- 2019: Type is changing faces. Tyme is on my side.
- 2018: You’re my type
- 2017: connect – disconnect
- 2015/2016: Landschaft mit Flattersatz
- 2014/2015: Neugier und Befruchtung
- 2013/2014: Raster und Revolte
- 2012/2013: Umbruch mit Aussicht – vom Wert des Wandel
- 2011/2012: Respekt und Übermut – Verantwortung in der Gestaltung
- 2010/2011: Oberlänge und Untergrund –  von der Fläche zum Raum und zurück
- 2009/2010: Form Reform
- 2008/2009: Erfahrungshunger. Wirkstoff Bauhaus
- 2007/2008: Wurzeln & Triebe
- 2006/2007: Systematik in der Typografie
- 2005/2006: Schrift, die Basis der Typografie
- 2004/2005: Gescheitert
- 2003/2004: Verpackt
- 2002/2003: Insalata mista
- 2001/2002: Typografie und Alltag
- 2000/2001: Text und Bild
- 1999/2000: Begegnungen – europäische Perspektiven
- 1998/1999: Gedächtnisse
- 1997/1998: Entwürfe, Konzepte, Visionen
- 1995/1996: Identität und Interaktion
- 1994/1995: Qualität als Überlebenschance
- 1993/1994: Schrift in der Öffentlichkeit
- 1991/1992: Kreativität und Technik
- 1990/1991: Schrift, Typografie und Kommunikation
- 1989/1990: Schrift und Elektronik

## Vorstand
- Vorstandsmitglied: Michael Bundscherer (1. Vorsitz)
- Vorstandsmitglied: Dr. Hermann Iding (2. Vorsitz)
- Vorstandsmitglied: Petra von Kardorff (Schatzmeisterin)
- Vorstandsmitglied: Catherine Hersberger

- tgm-Geschäftsstelle: Regina Jeanson

## Aktivteam und Arbeitsgruppen
Die Typographische Gesellschaft lebt vom Engagement ihrer Mitglieder. Ein Team, organisiert in verschiedene Arbeitsgruppen, so genannte „Aktivteams“, entwickelt die tgm stets weiter: Catherine Avak (Reisen und Exkursionen, Publikationen, Selbstdarstellung), Albrecht Basse (Revision), Michael Bundscherer (Fotografie, Webfontday, Social Media, Selbstdarstellung, Newsletter), Klaus Dietsch (Presse, Text und Redaktion), Marina Dietweger (Reisen), Anne Dreesbach (Publikationen), Wolf Eigner (Fortbildung), Christiane Gerstung (Fortbildung, Publikationen, Selbstdarstellung), Rudolf Paulus Gorbach (Typografie Intensiv, Publikationen, Selbstdarstellung), Martina Grabovszky (Webseite, Webfontday, Social Media), Annette Häfelinger (Selbstdarstellung), Judith Häusler (Reisen und Exkursionen, Kunstdienstage), Matthias Hauer (Sonderveranstaltungen, Werksbesuche, Druck- und Druckvorstufen-Themen, Fortbildung), Catherine Hersberger (Reisen), Regina Jeanson (Geschäftsstelle), Boris Kochan (tgm-Akademie, Webseite, QVED, Social Media, Selbstdarstellung, Reisen, Granshan-Wettbewerb und -Konferenz), Katja Knahn (Fortbildung, Druckvorstufe, Werksbesuche), Peer Koop (Fotografie, Social Media, Webseite), Anja Kurz (Granshan-Wettbewerb und -Konferenz), Michael Lang (Publikationen), Herbert Lechner (Text und Redaktion), Sebastian Lehnert (Lektorat), Oliver Linke (tgm-Akademie, TypeWalks, Schriftgestaltung, Webfontday), Monika Lokau (Presse), Petra Marth (Organisation, Fortbildung, Newsletter), Horst Moser (qved), Regina Moths (Revision), Andreas S. Müller (Markenführung), Simone Naumann (Fotografie), Gertrud Nolte (Sonderveranstaltungen), Dominik Parzinger (Fotografie, Sonderveranstaltungen), Thomas Pruss (Publikationen, Selbstdarstellung, TypeWalks), Victoria Sarapina (Kyrillische Schrift, A-type-Konferenz), Thomas Schlierbach (Reisen und Exkursionen, Kunstdienstage), Sabine Schindler (Druckvorstufe), Tomek Wieczór (Reisen), Petra Wöhrmann (Kommunikation, Publikationen, A-type-Konferenz, Webseite), Alain Wohlfarth (Filmdokumentation, Sonderveranstaltungen), Tine Wolf (Filmdokumentation), Katherina Zöllner (Organisation, Selbstdarstellung, Fortbildung, Publikationen).